# 日産ディーゼル・TW
6TWは日産ディーゼル工業（現UDトラックス）がかつて製造していた後2軸大型トラックである。

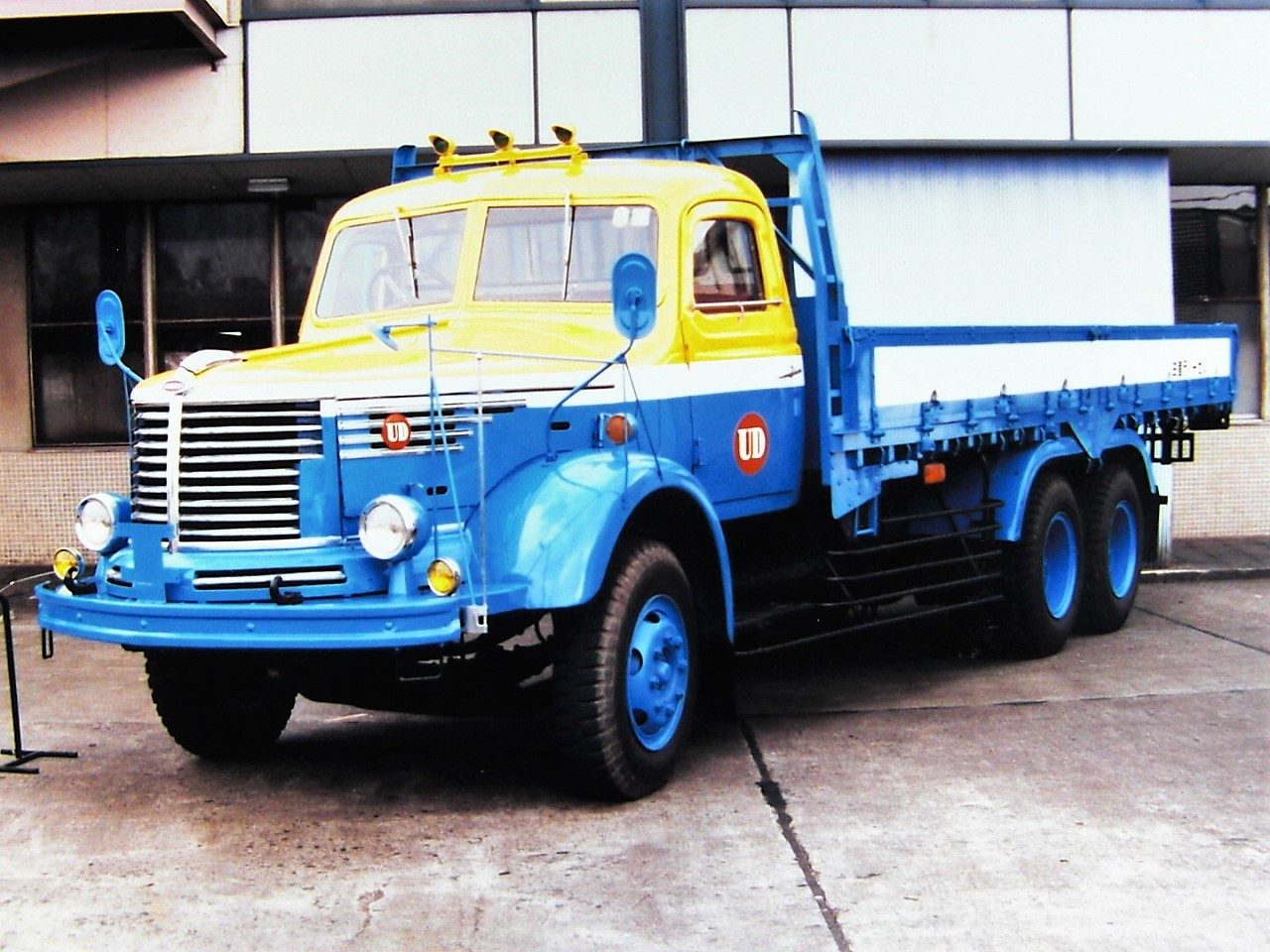
6TW11

## 歴史

### 初代（1957-1971年）

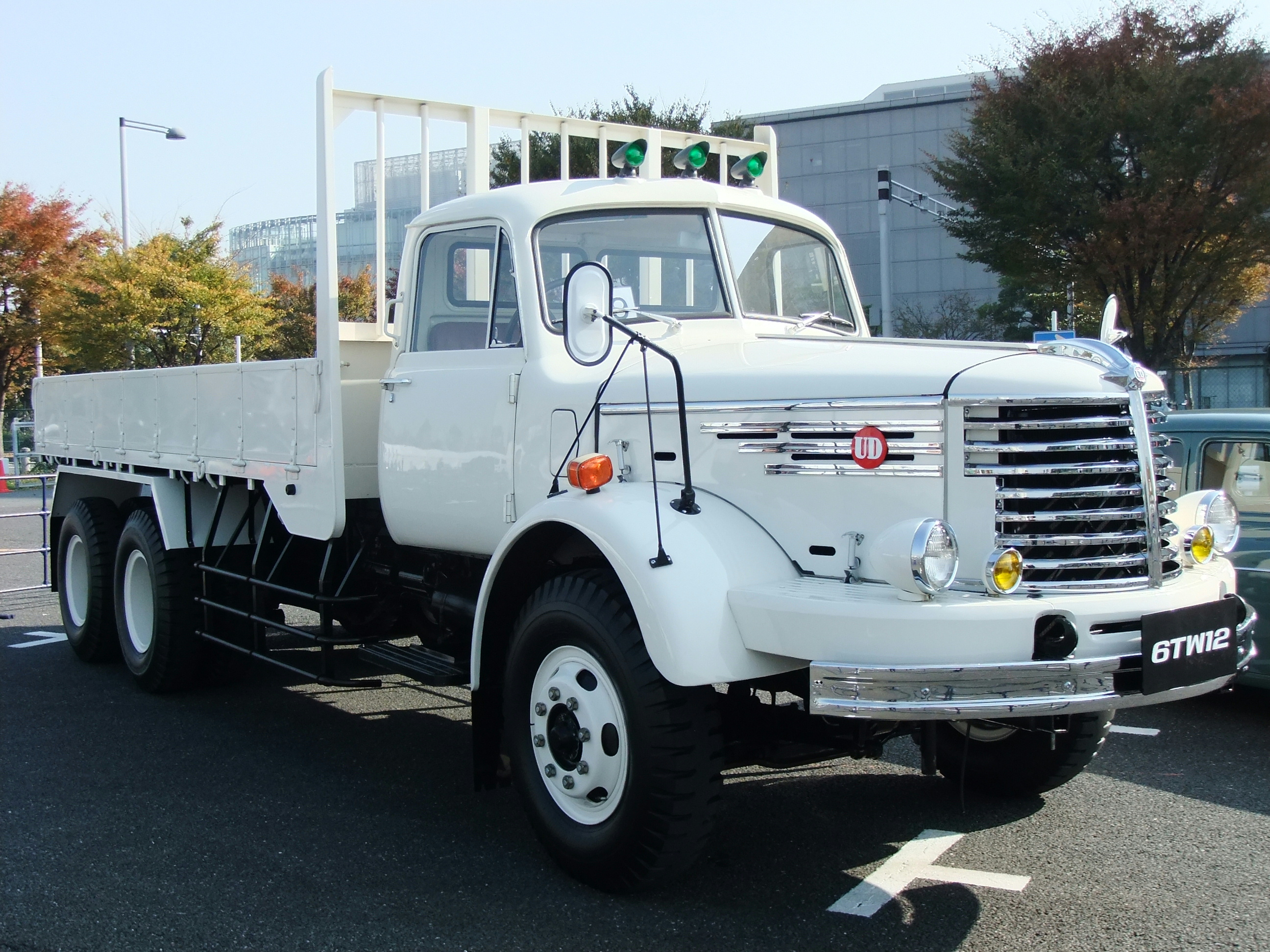
6TW12

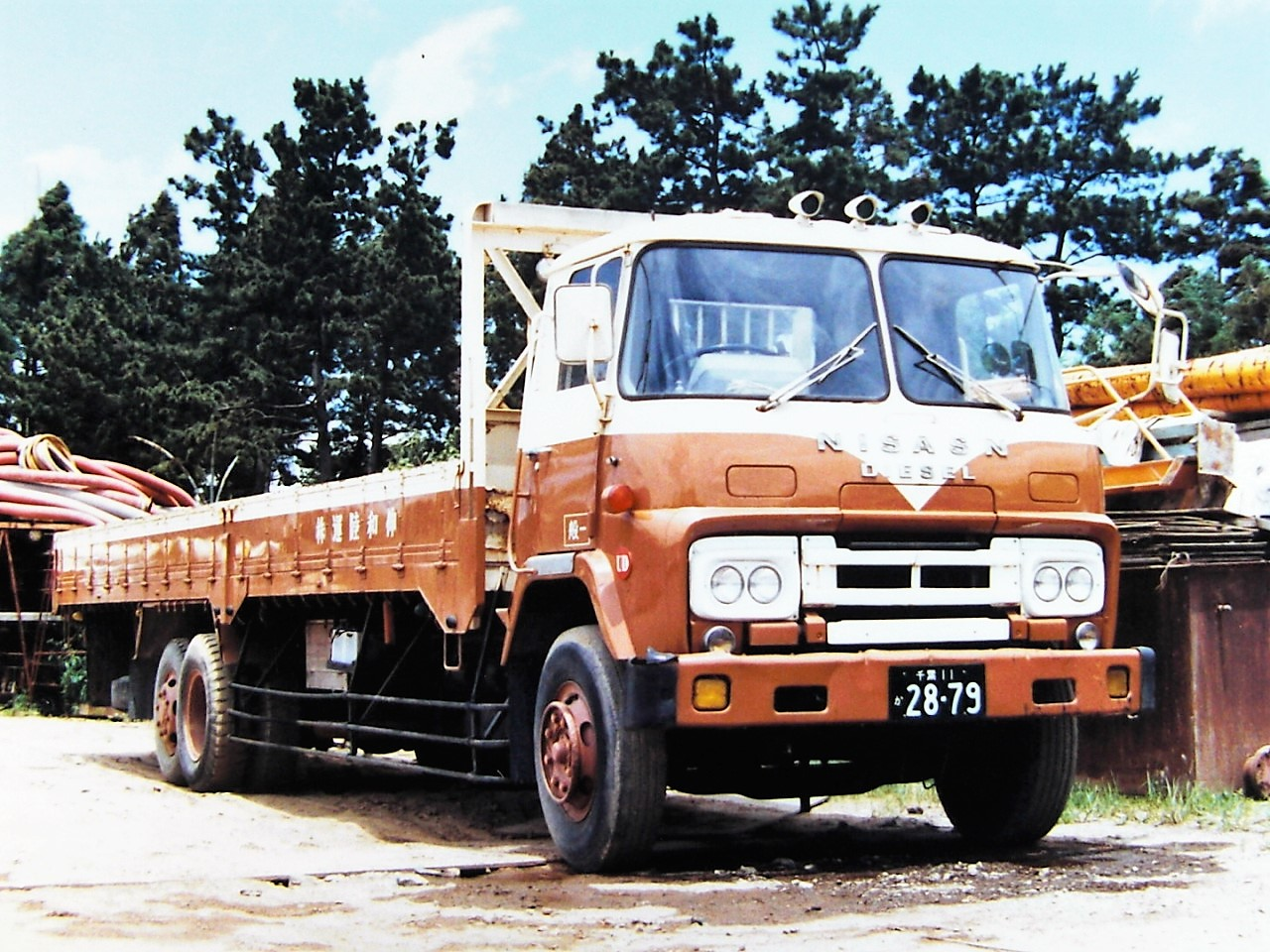
サングレイト 5TWDC11H 1970年式 UD5型エンジン搭載

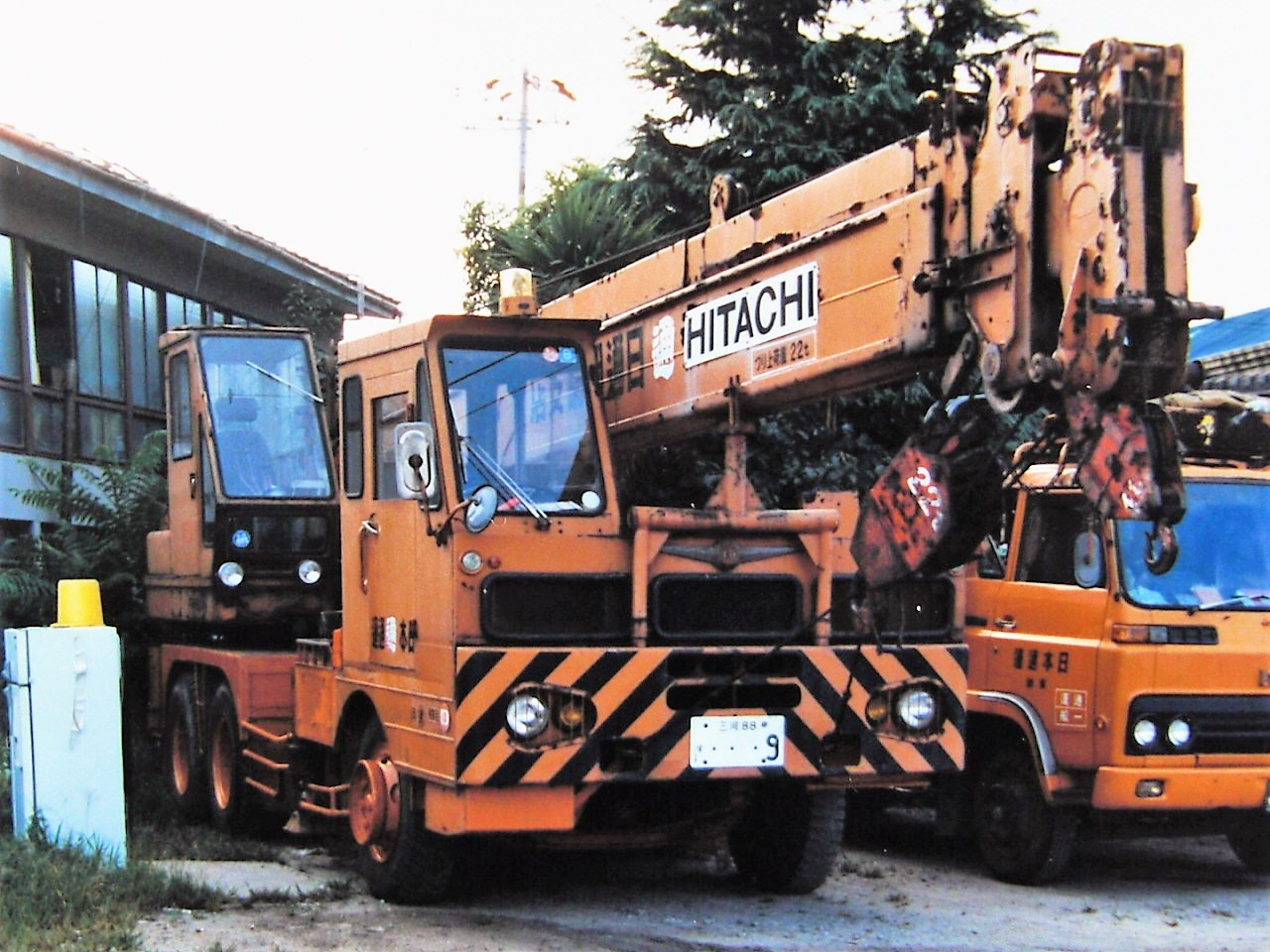
4TW22SC 1970年式 UD4型エンジン搭載 トラッククレーン専用シャーシー

1957年にボンネット型の6TWが登場。後2軸型で10.5t積みは当時日本国内では最大級であった。エンジンは2ストロークUD6を搭載。後に日産ディーゼルの手でレストアされ、第36回東京モーターショーで展示された。
1960年、キャブオーバー型6TWDC12が登場。
1964年、サングレイトの登場でキャブオーバー型6TWDCはサングレイトスタイルに変更。6TWC13、6TWDC14が発売される。
1967年、直5・UD5型エンジンの開発によりキャブオーバー型5TWDCがサングレイトのラインナップに追加される。
現在、初代モデルの1台(6TW12)がUDトラックス本社内のUDエクスペリエンス・センターでサングレイト(UEG681)と共に展示されている。

### 2代目（1969-1972年）

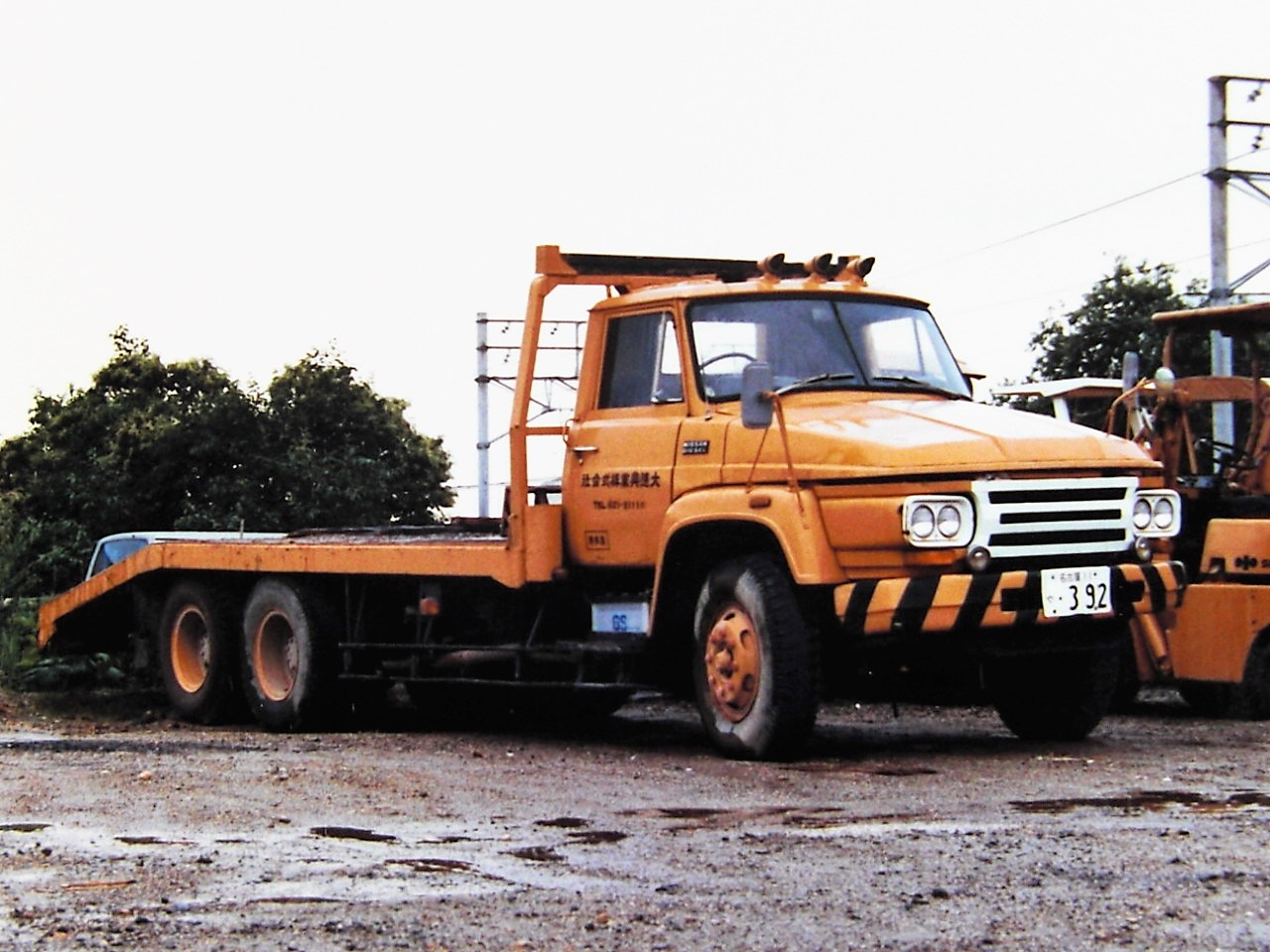
6TW13 UD6型エンジン搭載

1969年登場。ボンネット型は1957年以来、通称「剣道の面」型基本デザインを踏襲し続けた6TW12の製造を打ち切り、ボンネットのデザインを一新した6TW13に移行。
キャブオーバー型は6TWC系や5TWDC系等がサングレイトスタイルで製造を継続していたものの、1970年、サングレイトスタイルのまま新開発の4ストロークPE6型エンジンを搭載したCD/CV系が発売されると徐々にそちらに移行。1971年、CD/CV系のままデザインを一新したニューキャブシリーズに移行し、発展的解消を遂げた。

### 3代目（1972-1984年）
1972年登場。TW50（輸出仕様はTW52）となる。エンジンはV型8気筒のRD8を搭載。
1981年昭和54年排出ガス規制適合。TW53となる。
1984年製造終了。日本の民生用ボンネットトラックとしては最後まで製造されていた車種であった。